# Корчик у біді
«Корчик у біді» — кінофільм режисера Аріль Остін Оммундсен, що вийшов на екрани в 2011 році.

## Зміст
У третьому фільмі про пригоди Скалки Малюк і його родина знову переїжджають. У Скалки тепер є син, і він щасливий як ніколи. А мама з татом турбуються за Малюка: вони живуть на новому місці вже кілька місяців, а хлопчик досі не обзавівся новими друзями. Самому маляті це до лампочки: йому не подобаються вуличні хлопчаки і, урешті-решт, у нього ж є Скалка, з яким вони вдвох уклали договір більше не мати друзів, крім один одного. Та одного разу Скалка зникає.

## Ролі
| Актор                     | Роль |
| ------------------------- | ---- |
| Adrian Grønnevik Smith    | -    |
| Åsleik Engmark            | -    |
| Пернілла Серенсен         | -    |
| Ян Гуннар Рейсі           | -    |
| Петрус Андреас Крістенсен | -    |
| Андреас Каппель           | -    |
| Тронд Фаусі Аурвааг       | -    |
| Мінков Фосхайм            | -    |
| Нільс Йорген Каалстад     | -    |
| Аманда Джин Кваклан       | -    |

## Знімальна група
- Режисер — Аріль Остін Оммундсен
- Сценарист — Kristin Skogheim, Анне-Катаріна Вестлі
- Продюсер — Фінн Гьєрдрум, Стейн Б. Квае, Джим Фрейз